# Гай Юлий Юл (диктатор 352 пр.н.е.)
Вижте пояснителната страница за други личности с името Гай Юлий Юл.
Гай Юлий Юл (на латински: Gaius Julius Julus) e римски диктатор от клон Юлий Юл на патрицианския gens Юлии.
Той е избран през 352 пр.н.е. и през 351 пр.н.е. e диктатор, a magister equitum e Луций Емилий Мамеркин. По това време са приети и се дискутират законите на Лициний и Секстий.